# Conseil des Ta'an Kwäch'än
Le Conseil des Ta'an Kwäch'än (en anglais : Ta'an Kwach'an Council) est une bande indienne dont le siège est situé dans la région de Whitehorse et du lac Laberge, dans le territoire canadien du Yukon. Bien que la bande des Ta'an Kwäch'än comprenne des personnes d'ascendance tutchone du sud, tagish et tlingit, la langue parlée à l'origine par les membres de la Première Nation est le tutchone du Sud. Environ la moitié des citoyens Ta'an Kwäch'än vivent maintenant à Whitehorse, la capitale du Yukon, le reste étant dispersé dans le reste du Canada, aux États-Unis (principalement en Alaska) et à l'étranger.  
Les Ta'an Kwäch'än tirent leur nom de Tàa'an Män, soit le nom du lac Laberge, situé au cœur de leur territoire traditionnel. Leur nom peut donc se traduire par « peuple du lac Laberge ».
En 1987, le Conseil se sépare de la Première nation de Kwanlin Dün afin de négocier une revendication territoriale distincte.

## Territoire
Leurs terres ancestrales s'étendent au nord jusqu'à Hootalinqua (en tutchone du Nord : Hudinlin, le « courant contre la montagne ») au confluent du fleuve Yukon et de la rivière Teslin (en tutchone : Délin Chú ; en tlingit : Deisleen Héeni), au sud jusqu'au lac Marsh, à l'ouest jusqu'à White Bank Village au confluent de la rivière Takhini et de la rivière Little, et à l'est jusqu'à Winter Crossing sur la rivière Teslin.

## Histoire
Les revendications des Ta'an Kwach'an au gouvernement fédéral à l'égard de leur territoire débutent vers 1900, moment où la présence des colons se faisait de plus en plus ressentir. Le groupe d'autochtones reçoit un territoire de 320 acres, alors qu'il en avait demandé le quintuple, soit 1600 acres. 
En 1956, le ministère des Affaires indiennes, d'avis que le nombre de bandes indiennes était trop élevé sur le territoire yukonnais, décide de plein gré de réduire le nombre de bandes, le faisant passer de six à trois. La bande de Ta'an Kwach'an est concernée et fait l'objet d'une fusion avec d'autres bandes pour former le bande indienne de Whitehorse (plus tard connue sous le nom de Première nation de Kwanlin Dün).
En 1987, les Ta'an Kwach'an se constituent à nouveau en tant que Première Nation indépendante. Bien que le Conseil des Indiens du Yukon (aujourd'hui le Conseil des Premières Nations du Yukon) reconnaisse cette même année la Première Nation, il faut attendre 1998 pour que le gouvernement fédéral en fasse de même. 
Le Conseil des Ta'an Kwach'an signe avec le gouvernement fédéral et le gouvernement du Yukon un accord sur ses revendications territoriales et sa gouvernance le 13 janvier 2002. Le 1er avril de cette même année, le Conseil devient officiellement, en vertu de cet accord, une Première Nation autogouvernée. Il est reconnu à la Première Nation un territoire traditionnel de 12 079 km2 parmi lesquels une superficie de 796 km2 reçoit le statut de terres désignées. 
Aujourd'hui, le siège de la Première Nation est situé à Whitehorse. La moitié de la population de la Première Nation y habite d'ailleurs.   

## Gouvernance
Tel que prévu par la Constitution du Conseil des Ta'an Kwäch'än, le conseil élit aux trois ans un chef et un vice-chef du conseil de bande. Neuf conseillers viennent constituer le reste du conseil de bande.   
Amanda Leas est élue chef le 18 octobre 2021, alors que Kristina Kane est élue vice-chef le 20 janvier 2022, toutes deux pour un mandat de trois années.  